# الصريج (حورة)
'

تعديل مصدري - تعديل

الصريج هي إحدى قرى عزلة حوره بمديرية حورة التابعة لمحافظة حضرموت، بلغ تعداد سكانها 307 نسمة حسب تعداد اليمن لعام 2004.